# Schlagende Wetter (1941)
Schlagende Wetter (deutscher Alternativtitel: Schwarze Diamanten, So grün war mein Tal oder auch Starke Herzen) ist ein US-amerikanisches Filmdrama in Schwarzweiß unter der Regie von John Ford aus dem Jahr 1941 nach dem Roman So grün war mein Tal (How Green Was My Valley, 1939) von Richard Llewellyn. Das Werk wurde für insgesamt zehn Oscars nominiert, konnte fünf Trophäen gewinnen und behauptete sich dabei in der Kategorie Bester Film gegen Die Spur des Falken und Citizen Kane. 1990 wurde der Film von der Library of Congress als besonders erhaltenswert angesehen und ins Verzeichnis der National Film Registry aufgenommen.
Der Film spielt um die Wende des 20. Jahrhunderts in Südwales. Beschrieben werden das Leben und der Zerfall einer hart arbeitenden Familie.

## Handlung
Die Geschichte beginnt mit dem Monolog von Huw Morgan, einem Mann mittleren Alters, der sein durch den intensiven Kohleabbau verunstaltetes Dorf Cwm Rhondda in Süd-Wales verlässt. Huw will sein Dorf und sein Familienhaus verlassen und erinnert sich an frühere Ereignisse, die ihn mit diesem Ort verbinden:
Der junge Huw wächst als jüngstes Kind des einfachen, aber in der Dorfgemeinschaft respektierten Bergarbeiters Gwilym Morgan und seiner Frau Beth auf. Huws fünf ältere Brüder arbeiten genauso wie ihr Vater in den örtlichen Kohlebergwerken von Mr. Evans, die einzige Schwester Angharad hilft ihrer Mutter im Haushalt. Gezeigt wird der konservative und oftmals strenge, aber gleichzeitig fürsorgliche und warmherzige Haushalt der Familie Morgan. Das Dorf ist zu diesem Zeitpunkt idyllisch und noch nicht von düsteren Bergehalden und Kohlenresten geprägt. Eine seiner ersten Erinnerungen enthält die Hochzeit seines Bruders Ivor mit Bronwyn aus dem Nachbardorf. Bei der fröhlichen Hochzeitsfeier trifft Huws Schwester Angharad den neuen Prediger Mr. Gruffydd aus Cardiff. Beide fühlen sich sofort zueinander hingezogen.
Erste Probleme kommen ins Dorf, als der Verdienst der Bergwerkarbeiter gesenkt wird. Gwilym Morgan, welcher Arbeiterführer ist, versucht einen Kompromiss hinzubekommen und lehnt einen Streik als Protest ab. Die Mehrzahl der Arbeiter versucht jedoch ihr Glück im Streit und gründet eine Gewerkschaft, und Gwilym spaltet sich mit seiner Position nicht nur von den anderen Grubenarbeitern ab, sondern auch von seinen Söhnen, die das Haus verlassen. Bei einem nächtlichen Treffen der Streikenden taucht plötzlich Beth auf, welche ihren Mann verteidigt und denen mit dem Tod droht, die ihn angreifen wollen. Auf dem eisigen Rückweg in der Nacht kommt es zu einem Schneesturm und Beth fällt in ein Gewässer. Durch Huws Hilfe können Dorfbewohner sie schließlich retten, doch dabei wird Huw – der selbst ins Gewässer springt – zeitweise in seinen Beinen gelähmt. Huw erholt sich in einem Zeitraum von mehreren Monaten, maßgeblich durch die Hilfe Mr Gruffydds. Irgendwann endet der Streit und Gwilym kann sich mit seinen Söhnen wieder vertragen. Doch die Arbeitsbedingungen und Gehälter der Arbeiter haben sich verschlechtert.
Die schöne Angharad erhält unterdessen von Iestyn Evans, dem Sohn des Grubenbesitzers, einen Heiratsantrag. Angharads Herz liegt jedoch bei Mr Gruffydd, doch die strengen Diakone und lästernden Dorffrauen würden eine Ehe zwischen den beiden nie akzeptieren. Angharad geht schließlich eine lieblose Ehe mit Evans ein und verlässt zusammen mit ihm das Land. Durch seine Intelligenz hat es Huw unterdessen auf eine bessere Schule in einem nahegelegenen Dorf gebracht. Wegen seiner Herkunft als Sohn eines Grubenarbeiters wird er dort jedoch von seinen Mitschülern verspottet und verprügelt. Der Boxer Dai Bando und sein Gefährte Cyfartha bringen Huw freundlicherweise das Boxen bei. Er kann sich gegen die anderen Schüler nun wehren, doch dafür schlägt ihn nun der grausame Lehrer Mr. Jonas. Daraufhin erscheint Dai Bando im Klassenzimmer von Mr. Jonas und gibt diesem eine Lektion im Boxen, woraufhin Mr. Jonas am Ende zur Freude seiner Schüler am Boden liegt.
Als seine Ehefrau Bronwyn das Kind bekommt, wird Huws Bruder Ivor bei einem Unfall im Bergwerk getötet. Die Situation für die Familie Morgan verschlechtert sich, als weitere Söhne für billigere Arbeitskräfte gefeuert werden. Sie ziehen fort, um ihr Glück anderswo zu suchen. Huw vollendet unterdessen seine Schulausbildung und könnte nun eine Universität besuchen. Huw will allerdings lieber im Bergwerk arbeiten, was seinen Vater erzürnt, da dieser die schlechten Arbeitsbedingungen der Bergwerkarbeiter kennt und seinen Sohn in einem höheren Beruf lieber sehen würde. Da kehrt Angharad ohne ihren Ehemann ins Dorf zurück, was für boshaftes Geläster im Dorf sorgt. Es wird über eine Affäre zwischen Mr. Gruffydd und Angharad spekuliert. Nachdem er in einer Predigt die Bigotterie und Kleingeistigkeit seiner Gemeinde angeprangert hat, verlässt Gruffydd das Dorf. Kurz darauf kommt es zu einem weiteren Grubenunglück, wobei Vater Gwilym eingeschlossen wird. Huw und seine Freunde retten die eingeschlossenen Bergleute, auch ist Huw noch kurz mit seinem Vater vereint, ehe er stirbt. Unterdessen hört die eben verwitwete Beth, wie ihr Mann ihr von der Schönheit des Himmelsreichs berichtet.
Der Film endet mit Traumbildern, in dem Huw noch einmal sein altes Dorf und seine Familie vor sich sieht, wie sie nur noch in seiner Erinnerung existieren.

## Deutsche Fassung
Die deutsche Synchronbearbeitung entstand 1950 in den Ateliers der Ultra-Film GmbH in München unter der Synchronregie von Alfred Vohrer. Das Dialogbuch verfasste Bertha Gunderloh. Da seinerzeit die Filmmusik von Alfred Newman nicht als zusätzliche Spur zur Verfügung stand, ließen sich die Dialoge für die deutsche Fassung nicht wie in der Originalfassung mit Musik unterlegen. Kinostart war in der Bundesrepublik Deutschland am 28. April 1950.
| Rolle                         | Darsteller     | Synchronsprecher |
| ----------------------------- | -------------- | ---------------- |
| Huw Morgan als Erzählerstimme | Irving Pichel  | Hans Nielsen     |
| Angharad Morgan               | Maureen O’Hara | Eva Vaitl        |
| Gruffydd                      | Walter Pidgeon | Peter Pasetti    |
| Huw Morgan                    | Roddy McDowall | Axel Jahn        |
| Gwilym Morgan                 | Donald Crisp   | Walter Holten    |
| Beth Morgan                   | Sara Allgood   | Gertrud Spalke   |

## Auszeichnungen
Oscar 1942
Auszeichnungen
- Bester Nebendarsteller (Donald Crisp)
- Bestes Szenenbild (Richard Day, Nathan Juran, Thomas Little)
- Beste Kamera (Arthur C. Miller)
- Beste Regie (John Ford)
- Bester Film (Darryl F. Zanuck)

Weitere Oscar-Nominierungen
- Beste Nebendarstellerin (Sara Allgood)
- Bester Schnitt (James B. Clark)
- Beste Filmmusik (Alfred Newman)
- Bester Ton (Edmund H. Hansen)
- Bestes adaptiertes Drehbuch (Philip Dunne)

1990: Aufnahme in das National Film Registry

## Kritiken
„Ein soziales Zeitbild aus den 80er Jahren des 19. Jahrhunderts, nach dem Roman von Richard Llewellyn. Fords sehr beeindruckender Film erhielt mehrere Oscars.“

„Eindrucksvolles soziales Zeitbild aus dem 19. Jahrhundert […] sehenswert.“

„[A]tmosphärisch dichte Saga mit viel Lokalkolorit; eindrucksvolle soziale Studie von hohem Rang […] (Wertung: 3½  von 4 möglichen Sternen – außergewöhnlich).“

## DVD-Veröffentlichung
- So grün war mein Tal. Twentieth Century Fox Home Entertainment 2005

## Soundtrack
- Alfred Newman: How Green Was My Valley. The Original Motion Picture Score. The Classic Series Vol. 3. Fox Records/Arista Records, New York 1993, Tonträger-Nr. 07822-11008-2 – Originaleinspielung der Filmmusik durch das Twentieth Century Fox Studio Orchestra unter der Leitung des Komponisten